# Spheciospongia panis
Spheciospongia panis är en svampdjursart som först beskrevs av Thiele 1898.  Spheciospongia panis ingår i släktet Spheciospongia och familjen borrsvampar. Inga underarter finns listade i Catalogue of Life.